# Epinephelus bontoides
Epinephelus bontoides är en fiskart som först beskrevs av Bleeker, 1855.  Epinephelus bontoides ingår i släktet Epinephelus och familjen havsabborrfiskar. IUCN kategoriserar arten globalt som otillräckligt studerad. Inga underarter finns listade i Catalogue of Life.